# لیسینگتون
لیسینگتون (به انگلیسی: Lissington) یک روستا و محله مدنی در بریتانیا است که در West Lindsey واقع شده‌است. لیسینگتون ۱۵۴ نفر جمعیت دارد.